# スカイランニング
スカイランニング（英: Skyrunning）は、急峻な山岳や超高層ビルを駆け上がる（駆け下る）スピードを競うスポーツである。並びに、標高2000ｍ以上の高所山岳、もしくは、急傾斜の山岳におけるランニング形式の快速登山を指す。

## 概要
スカイランニングの舞台は垂直方向に延びる高低差のある場所となる。ひとつは山間地における傾斜地であり、もうひとつは都市部における超高層ビル等の人工物である。元来はアルプス山脈など標高2000mを超える高所山岳におけるチャレンジングなスピード登山から始まったが、競技スポーツとして一般化していく過程で低山の急傾斜地や超高層ビルなどの人工物も含むようになった。山岳スポーツのひとつであるスカイランニングでは水平距離よりも垂直距離や標高差が重要な要素となる。
国際スカイランニング連盟（ISF）は、スカイランニングを「山を駆け登ること。または標高2000m以上での山岳ランニング」であり傾斜30％を超える部分を含み、登攣難易度Ⅱ級 (※三点支持を要する)を超えない範囲と定義づけている。前進する補助としてストック､アイゼンや手を使うこともあり、レースによっては競技用手袋や他の装備が必携とされる場合もある。なお、標高2000ｍ未満の低山においても、ISFルールを満たしている登山競技会である場合は、スカイランニング競技と位置づけられる。国内では長野県や山梨県などの一部の地域を除き2000mの高所での競技会は実現が難しいため、ISFルールの累積標高差や傾斜を満たした登山競技会がスカイランニングの公式戦として位置づけられている。国際的な競技会においてもイギリスや香港など低標高の地域でも開催されている。
2019年現在、日本においても登山やランニング人口の増加によりスカイランニングの競技会や競技人口もある一定水準まで増えた。急傾斜地を駆け上がる「バーティカル」という用語・概念の普及と共に、ランニング形式の快速登山として「スカイランニング」という言葉を使用する登山者やランナーも一部にいるが、トレイルランニングと区別されて認知されていないのが現状である。

## 歴史
スカイランニングという名や概念が生まれる以前から、世界各地で自然発生的に登山レースが開催されていた。世界最古の記録会は1895年にイギリスのベン・ネビス山で始まった。日本では1913年に静岡県御殿場市で開催された富士登山競走までさかのぼる。

### 世界
1992年、イタリアの登山家マリーノ・ジャコメッティは、世界中で開催されていたこの種のスポーツを「スカイランニング」と定義づけ、1995年にスカイランニングの競技団体である高地スポーツ連盟（FSA）を設立した。1998年には第1回世界選手権がイタリアのチェルビニアで開催され、2003年からはスカイランナー・ワールド・シリーズ（SWS）がスタートした。2008年に現在の国際スカイランニング連盟（ISF）へと組織を刷新し、2016年1月には国際山岳連盟（UIAA）とパートナーシップ協定を結んだことで、国際的なスポーツとして普及するための環境が整いつつある。2016年の時点で、44の国と地域にISF加盟団体が存在し、世界各地で220以上の公式戦が開催され、参加者は65カ国より50000人を数える。

### 日本
2006年にワールド・シリーズ戦として開催されたOSJおんたけスカイレースによって、スカイランニングという概念が広まった。協会設立の中心となったのは、代表理事を勤める松本大をはじめ、欧州と同等のスポーツ環境を日本国内にもたらしたいという志をもったアスリートたちである。2013年に日本スカイランニング協会（JSA）が設立され、2014年にISFへの正式加盟を達成。2015年に日本選手権、及び、国内シリーズ戦であるスカイランナー・ジャパン・シリーズ（SJS）がスタートした。

## トレイルランニング競技との違い
日本やアジアでは企業広告やメディアの影響によってトレイルランニングが広く認知されており、スカイランニングをトレイルランニングの一種とみなす傾向があるが、競技的にも別の位置付けと考えられている。本場の欧州ではオリエンテーリングやマウンテンランニングと同様に競技種目としては別のカテゴリーに含まれる。また、2016年に国際山岳連盟（UIAA）とISFの協定が結ばれて以降、スカイランニングは山岳スキーやクライミング等と並ぶ山岳スポーツとして国際的な地位を得はじめている。
スカイランニング競技は「登る（下る）」という垂直方向への移動が基本要素となる。したがって、岩場・氷河・雪上・超高層ビルなどのトレイル以外もレースのコースとして使用される。装備を最小限にした軽快さ（LIGHT＆FAST）が基本的なスタイルであり、それを実現するためにチームサポートや運営等の競技規則が細かく定められている。
一方、トレイルランニングは未舗装路を「走る」という水平方向への移動が基本要素となる。したがって、基本的には走行に適したトレイルや砂漠など未舗装路全般がコースとして使用される。また、国際陸上競技連盟の競技規則にもマウンテンランニングと共に定義され、傘下の国際トレイルランニング協会（ITRA）を通じてヨーロッパを中心に広く普及している。これらの競技規則に明記されているように自給自足（self-sufficiency）も認められているため、食料や救護用具等を入れるザックを背負うスタイルが一般的である。

## 種目
スカイランニングの競技種目は、時間や距離に応じて3つのカテゴリー（SKY、ULTRA、VERTICAL）に分類される。

### SKY
50km未満または優勝者タイムが5時間未満のレースあるいはその両方。コースは遊歩道､トレイル､堆石､岩や雪(アスファルト率が全体距離の15％未満)にまたがる。標高が2000ｍに達しない国々では､平均傾斜13％を保って最高標高地点に到達するコースでなくてはならない。
- SKYRACE® - 最小距離20km以上であり 優勝者タイム3時間未満のもの。最小1200ｍの獲得標高差(5%誤差までは許容誤差)。Sky Race®でも獲得標高差4000ｍに達した場合にはSky Marathon®として定義分類される。
- SKYMARATHON® - 最小距離30km以上であり 優勝者タイム5時間未満のもの。最小でも2000ｍの獲得標高差(5%誤差までは許容誤差)。

### ULTRA
優勝者タイムが5～12時間かかる50Km超えのレース。
- ULTRA SKYMARATHON®– Sky Marathon®定義の5％誤差を超え､獲得標高差が2500ｍを超えているレース。
- ULTRA XL SKYMARATHON®– ULTRA SkyMarathon®定義の5％許容誤差を超え、最小でも5000mの標高獲得(elevation gain)があり、優勝者でも12時間を超えているレース。

### VERTICAL
25%の最小平均傾斜があり､ところにより33％傾斜を超えるアップヒル(山を駆け上がる一気登りの)レース。
- VERTICAL KILOMETER® - 1000ｍの獲得標高差があり、傾斜がある様々な路面にまたがる、コース距離が5km未満のレース。VERTICAL KILOMETER®は様々な標高レベル(+/-200ｍのバリエーションあり)に定義される。例えば：0-1000ｍ、1000-2000ｍ、2000-3000ｍなどで、5％の許容誤差が認められる。VERTICAL KILOMETER®を2回、または3回でも認められる。
- SKYSPEED - 100ｍ以上の獲得標高差があり、傾斜33％以上のレース。
- SKYSCRAPER RACING / VERTICAL RUNNING – 45％を超える傾斜で 屋内外の階段を使ったバーティカル・レース。

#### その他の種目
- SKYBIKE - バイクまたはマウンテンバイクのレースとVERTICAL KILOMETER®又はスカイランニング競技種目とを組み合わせた2種目構成の競技。
- SKYRAID – 長距離にわたり､サイクリングやスキーやクライミングなど他のスポーツも混合させた、チーム戦でのスカイランニング・レース。
- SKYTRAIL – 標高2000ｍ超えという条件を崩さない小路やトレイル（アスファルト率10％未満の）にわたるレース。距離は最小15kmからであり様々である。

## 競技会
- 世界選手権：2年に1度開催される世界王者の決定戦（2016年のスペイン大会では日本チームは国別対抗で３位）。
- 大陸別選手権：世界5大陸ごとに毎年、あるいは2年に1度開催される。ワールドシリーズのポイント戦を兼ねる場合もある。
- スカイランナー・ワールド・シリーズ（SWS）：各カテゴリ3～6戦で開催される国際シリーズ戦。
- 日本選手権：毎年開催される日本チャンピオンの決定戦。翌年に開催される世界選手権や大陸別選手権の日本代表の選考会を兼ねる。
- スカイランナー・ジャパン・シリーズ（SJS）：各国の協会が主管して開催されるナショナルシリーズの日本版。2015年開始。SKY、VERTICALの2シリーズおよびジュニアシリーズが開催されている。
- ジャパンカップ：2015年に開始された日本独自の競技会。日本代表の選考会も兼ねる。毎年、山梨県で開催される富士登山競走が位置付けられている。
- バーティカルワールドサーキット（VWC）：2009年に開始された階段垂直マラソンの国際シリーズ戦。日本ではハルカススカイランが含まれる。

## 競技規則
ISFルールを参照